# I Jesu namn vi börjar
I Jesu namn vi börjar är en psalm med text från 1890 av Lars Erik Högberg och musik från 1850 av George James Webb. Texten bearbetades 1987 av Barbro Törnberg-Karlsson.

## Publicerad i
- Segertoner 1988 som nr 467 under rubriken "Årsskifte".[1]